# Thysanopyga illectata
Thysanopyga illectata là một loài bướm đêm trong họ Geometridae.